# Crosestein
Crosestein is een buurt in Zeist-West is in 1972 gebouwd samen met de wijken Brugakker, Nijenheim, Couwenhoven en De Clomp. Deze buurten samen vormen de wijk Zeist-West. De buurt bestaat voornamelijk uit rijtjeshuizen.
In 2023 had deze wijk 1.080 inwoners op een oppervlakte van 14 hectare.